# Apotrechus fallax
Apotrechus fallax är en insektsart som beskrevs av Liu, Xiangwei och W Bi 2008. Apotrechus fallax ingår i släktet Apotrechus och familjen Gryllacrididae. Inga underarter finns listade i Catalogue of Life.